# Gura ta
Gura ta este al doilea single extras de pe albumul „Deliria”. Acesta este o colaborare între Delia și Deepcentral. Piesa este compusă și produsă de către George Călin și Doru Todoruț, cei de la Deepcentral. Colaborarea dintre Delia și Deepcentral stabilește record după record. Piesa înregistrează 1.000.000 de vizualizări în prima zi, iar în doar 30 de zile de la lansare ajunge la 10.000.000 de vizualizări și devine al treilea single consecutiv al artistei care stabilește acest record.

## Bazele proiectului
„Gura Ta” este compusă și produsă de către cei de la Deepcentral.
Ce spune  Delia despre proiect: 
 „Gura este interpreta spiritului și a inimii omului, iar buzele simbolul senzualității. Citește-mi pe buze și atunci când tac, căci ele trădează sentimente și stări. Mereu am considerat că există o legatură perfectă între buze și felul de a fi al omului. „Gura Ta” e despre asta, o piesă sensibilă, dar senzuală, care scoate la suprafață o parte din mine ce a stat ascunsă câțiva ani.”  

Ce spune Doru Todoruț, membru Deepcentral,  despre proiect: 
 „Piesa Gura ta a fost compusă cu câteva zile înainte ca Delia să vină la studio. Ne cunoaștem de atâția ani, dar am avut emoții. Emoții pentru că, după piesele lansate în 2015, ștacheta este extreme de ridicată. Cred că, împreună cu „Gura Ta”, vom fi cel puțin la nivelul pieselor precedente și, în plus, aducem fanilor o piesă sinceră, sensibilă și puternică, o combinație inedită și un sound catchy.”  

Ce spune George Călin, membru Deepcentral,  despre proiect: 
 „Colaborarea cu Delia a fost extraordinara. Țin minte că am rămas surprins atunci când m-a sunat exact când a aterizat după un drum foarte lung cu avionul că vrea să vină direct la studio. Câți ar face asta? Și a fost exact cum mă așteptam: super profi! La filmări a fost o stare liniștită, totul era sub control. Atât de liniștită încat, obosit fiind, am adormit în mașină câteva ore până când a fost rândul meu să trag.”  

## Live
Single-ul "Gura Ta" a fost auzit pe 2 februarie 2016 pentru prima dată live la un post de radio, în timpul emisiunii „Morning ZU”. Interpretarea Deliei și a celor de la Deepcentral din studioul Radio Zu a fost înregistrată și postată pe contul oficial de YouTube al radio-ului unde a strâns peste 1.000.000 de vizualizări.

## Videoclip
Filmările au avut loc în București în regia lui Bogdan Daragiu. 
Videoclipul a fost încărcat pe contul oficial de YouTube al casei de discuri Cat Music în ziua lansării și a strâns 1.000.000 de vizualizări într-o zi. Single-ul înregistrează 10.000.000 de vizualizări într-o lună.

## Performanța în topuri
„Gura Ta” debutează în Romanian Top 100 la aproximativ două săptămâni de la lansare pe locul 64. În cea de-a doua săptămână single-ul înregistrează cea mai mare avansară, 23 de locuri, și trece în prima jumătate a topului pe poziția 41. Următoarea săptămână, „Gura Ta” urcă 18 poziții și ajunge pe locul 23. Cea de-a treia săptămână duce single-ul până pe poziția 16.
La 3 săptămâni de la lansare, colaborarea dintre Delia și Deepcentral debutează în Media Forest România pe locul 7 cu un număr de 165 de difuzări la radio. A doua săptămână de la debutul în topul Media Forest România este marcată de un loc 5 și 180 de difuzări. Single-ul ajunge să ocupe prima poziție după 10 săptămâni cu un număr de 309 difuzări la radio într-o săptămână.

## Topuri
| Grafic (2016)                      | Poziția |
| ---------------------------------- | ------- |
| România (Romanian Top 100)         | 2       |
| România (Kiss Top 40/Kiss FM)      | 2       |
| România (21 Top 30/Radio 21)       | 1       |
| România (Media Forest)             | 1       |
| România (Top 30 Airplay/ProFM)     | 1       |
| România (Most Wanted/Radio Zu)     | 1       |
| România (Europa Top Hit/Europa FM) | 1       |

## Lansări
| Țara    | Data             | Format           | Casă discuri |
| ------- | ---------------- | ---------------- | ------------ |
| România | 21 ianuarie 2016 | Digital Download | Cat Music    |